# Bikash Ranjan Bhattacharya
Bikash Ranjan Bhattacharya (Bengali বিকাশ রঞ্জন ভট্টাচার্য্য; født 21. juni 1951 i Kolkata, Vestbengalen, Indien) var borgmester i Kolkata fra 2005 til 2010.
Bhattacharya stammer fra Kalighat området i Kolkata, læste jura på University of Calcutta og er medlem af Communist Party of India (Marxist).